# Lennie Bush
Leonard Walter „Lennie“ Bush (* 6. Juni 1927 in London; † 15. Juni 2004 ebenda) war ein britischer Jazz-Bassist.
Bush erkrankte als Kind an Polio und behielt davon lebenslang ein Hinken zurück. Er begann zunächst Violine zu spielen, bevor er mit 16 Jahren zum Bass wechselte; bereits mit 17 hatte er seinen ersten professionellen Job in einer Varieté-Show namens The Rolling Stones and Dawn.
Mitte der 1940er Jahre spielte er bei Nat Gonella; zum Ende der Dekade wandte er sich dem  Bebop zu. Bush gehörte zu den Gründungsmitgliedern des Londoner Club Eleven, wo er in einer Band mit Ronnie Scott, Hank Shaw, Tommy Pollard und Tony Crombie auftrat. Später studierte er bei James Merrett an der Guildhall School of Music und wirkte an den Europa-Tourneen von Benny Goodman, Louis Armstrong, Zoot Sims und Roy Eldridge mit.
1952 bis 1957 arbeitete er bei Victor Feldman, 1954–56 bei Jimmy Deuchar und 1955–57 bei Dizzy Reece, außerdem mit Wally Fawkes, Stan Tracey und Tubby Hayes. 1956 begann seine bis 1973 währende Zusammenarbeit mit George Chisholm. 1957 gehörte er Jack Parnells ATV Orchestra an und wirkte an Aufnahmen von Stephane Grappelli, Anita O’Day und Eddie Vinson (1980) bei ihren Besuchen im Ronnie Scott’s mit.  In den 1990er Jahren zog er sich allmählich von der Musikszene zurück, trat aber noch bis zu seinem Tod im Jahr 2004 gelegentlich auf.

## Diskographische Hinweise
- Ruby Braff: Ruby Braff and Strings (Arbors, 1978–99)
- George Chisholm: in a Mellow Tone (1972/73)
- Jimmy Deuchar: Showcase (Jasmien, 1953–55)
- Wally Fawkes: Fllok Digs Jazz (Lake, 1956–59)
- Victor Feldman: Departure Days (Jasmine, 1956)
- Tubby Hayes: Portrait (Ember, 1957–62)
- Dizzy Reece: Progress Report (Jasmine, 1956–58)
- Ronnie Scott: The Night is Scott and You're so Swingable (Redial, 1964/65)
- Stan Tracey: With Love from Jazz (Trio, 1957)